# Templo de Analco (Puebla)
El templo del Santo Ángel Custodio de Analco es un templo religioso de culto católico que pertenece a la jurisdicción eclesiástica de la arquidiócesis de Puebla de los Ángeles, bajo la advocación de santo Ángel de la Guarda. Está ubicado en el antiguo barrio indígena de Analco.

## Historia
Analco del náhuatl significa (al otro lado del río), un nombre adecuado dado que el lugar del asentamiento humano al que se refiere se hallaba al otro lado del río San Francisco, en relación con el sitio de la fundación de la ciudad, siendo el barrio uno de los más antiguos de Puebla. Fueron naturales de la Mixteca y de Cholula sus primeros pobladores, quienes con su trabajo contribuyeron a la edificación de la ciudad. Después de residir en improvisados chozas el primer año de la fundación, los indios establecieron cuatro Tlaxicallis o arrabales construyendo en el más importante de ellos, el de Huilocautlán o lugar de los palomares una pequeña ermita dedicada a las animas. Fue erigida en 1560 y subsistió hasta 1618 cuando el regidor Alonso de Rivera Barrientos la hecho abajo para construir una capilla mayor dedicada al Santo Ángel Custodio, de quien era fiel devoto. El regidor murió sin poder estrenar la ermita que fue inaugurada y organizados los festejos por el Ayuntamiento al año siguiente. Los fieles de la advocación del Santo Ángel Custodio formaron una cofradía que subsistió hasta 1780.  
En el año de 1625 el entonces Cabildo Civil otorga permisos para el asentamiento permanente de los indios. Posteriormente, Analco continuo creciendo en población indígena y en menor grado española, por lo que fue necesario la concesión de más solares y la construcción de un puente que la uniera con la ciudad (1626). Los franciscanos, establecidos a poca distancia de ahí, con un gran convento, pretendieron su administración, pero el arribo del obispo Bernardo Gutiérrez de Quirós, el 13 de octubre de 1627, significó para el modesto templo su elevación a la categoría de parroquia de Analco, cediendo parte de su jurisdicción y feligrecía las del Sagrario y San José, teniendo como su límite el mismo río de San Francisco. Los feligreces se abocaron a la remodelación de su templo conformándola a su nueva condición parroquial, con la ayuda de limosnas los españoles y el arduo trabajo de los indios. Juan de Palafox y Mendoza secularizó la Parroquia adscribiéndola al curato a cargo del Licenciado Fernando Díaz de Talavera.
Originalmente el templo llevó el nombre de Iglesia del Bendito Ángel Custodio de la Guarda (1634), y posteriormente el de Santo Ángel Custodio.
Posteriormente, en 1640 la Parroquia pasa a ser propiedad del clero secular e inicia la construcción de un retablo dorado; y más de 100 años después, en 1767 se concluye la capilla dedicada a la Virgen de Tzocuilac.
Por el año de 1812, debido a una epidemia de tifo que diezmó la población, se unen la Parroquia de la Santa Cruz y la Parroquia del Santo Ángel Custodio. 

## Arquitectura
El templo de Analco está hecho de mampostería y piedra de cantera. Originalmente tuvo solo la torre sur que data de 1632, siendo de construcción posterior la otra que fue levantada entre los años de 1777 y 1778. El cuerpo de la nave es indiviso y su crucero apenas perceptible, su cúpula carece de tambor y yace sobre pechinas que resaltan por su decorado de arcángeles en alto relieve de estilo barroco indígena. Tanto la cúpula del ábside como las tres restantes de la nave son de poco peralte con pechinas. El coro descansa sobre una bóveda de arista.

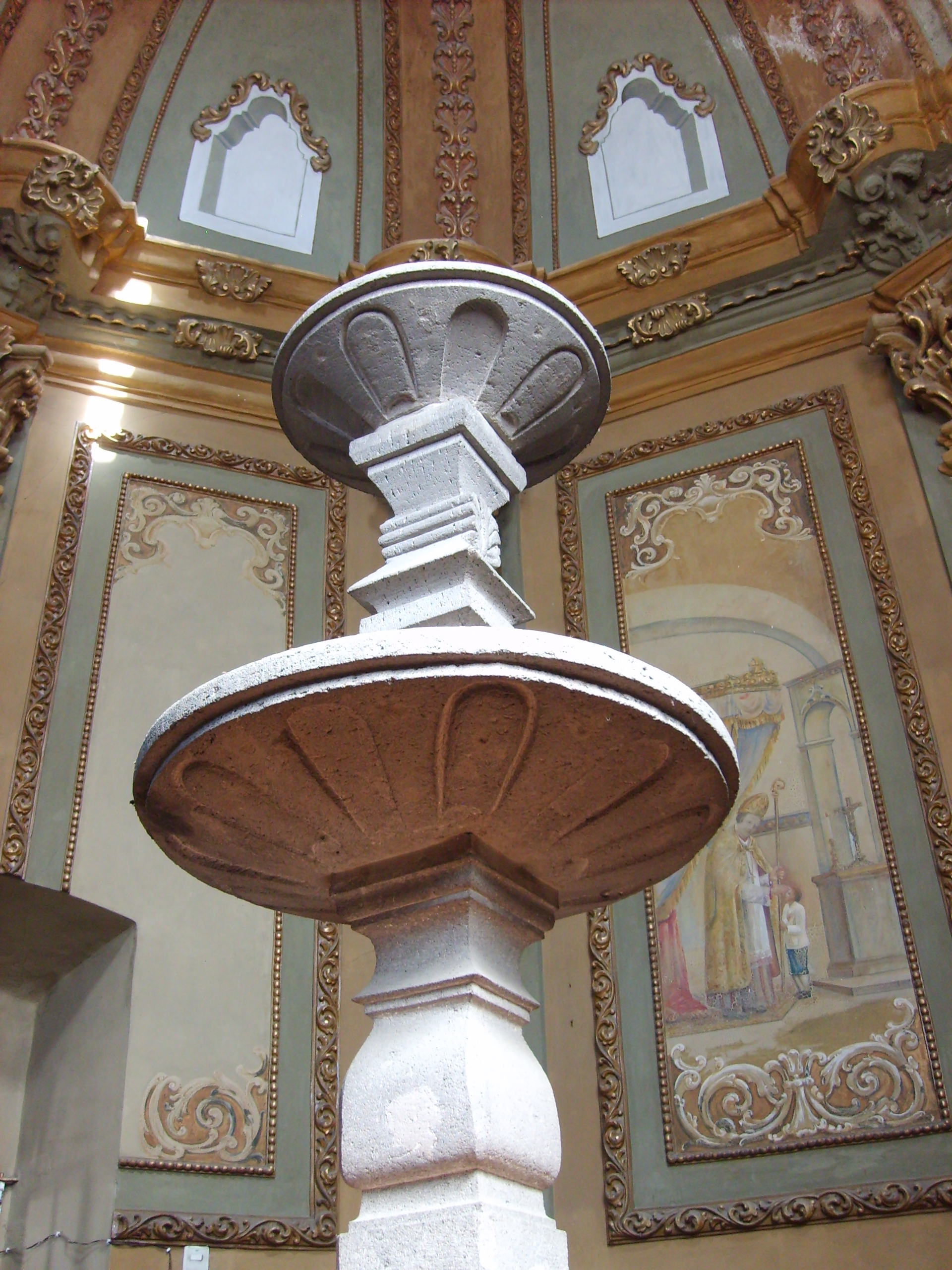
Baptisterio de Analco.

Por el lado de la epístola, justo a la entrada, se halla un baptisterio alto con cúpula, lo cierra un enrejado plano y calado que data de 1780. Le precede una capilla de nave sencilla con bóveda de cañón con lunetos y cúpula sin tambor.
En el lado del evangelio casi al fondo de la iglesia se tiene acceso a la capilla principal, cuyo enrejado es similar al del baptisterio, aunque más grande y recamado, este fue donado por el maestro Roque Jaramillo de Illescas en 1767. La nave es de brazos casi perceptibles y su cúpula con lucarnas carece de tambor y yace sobre pechinas.
Es curioso observar una capilla al exterior del templo en el lado norponiente del extenso atrio, no obstante de llevar el nombre de capilla de Santo Tomás, no fue advocada a tal santo.
Trasponiendo el atrio se extiende la plazuela de Analco donde por tradición se establece un mercado de artesanías cada fines de semana.

### Pinturas
En la antesacristía se observan pinturas de la Muerte de San José, La adoración de los Magos al Niño Jesús, Santa María Goretti y un Santo Domingo Sabio, así como otras de los pintorores Juan Tinoco y Juan de Villalobos.

## Descubrimiento arqueológico

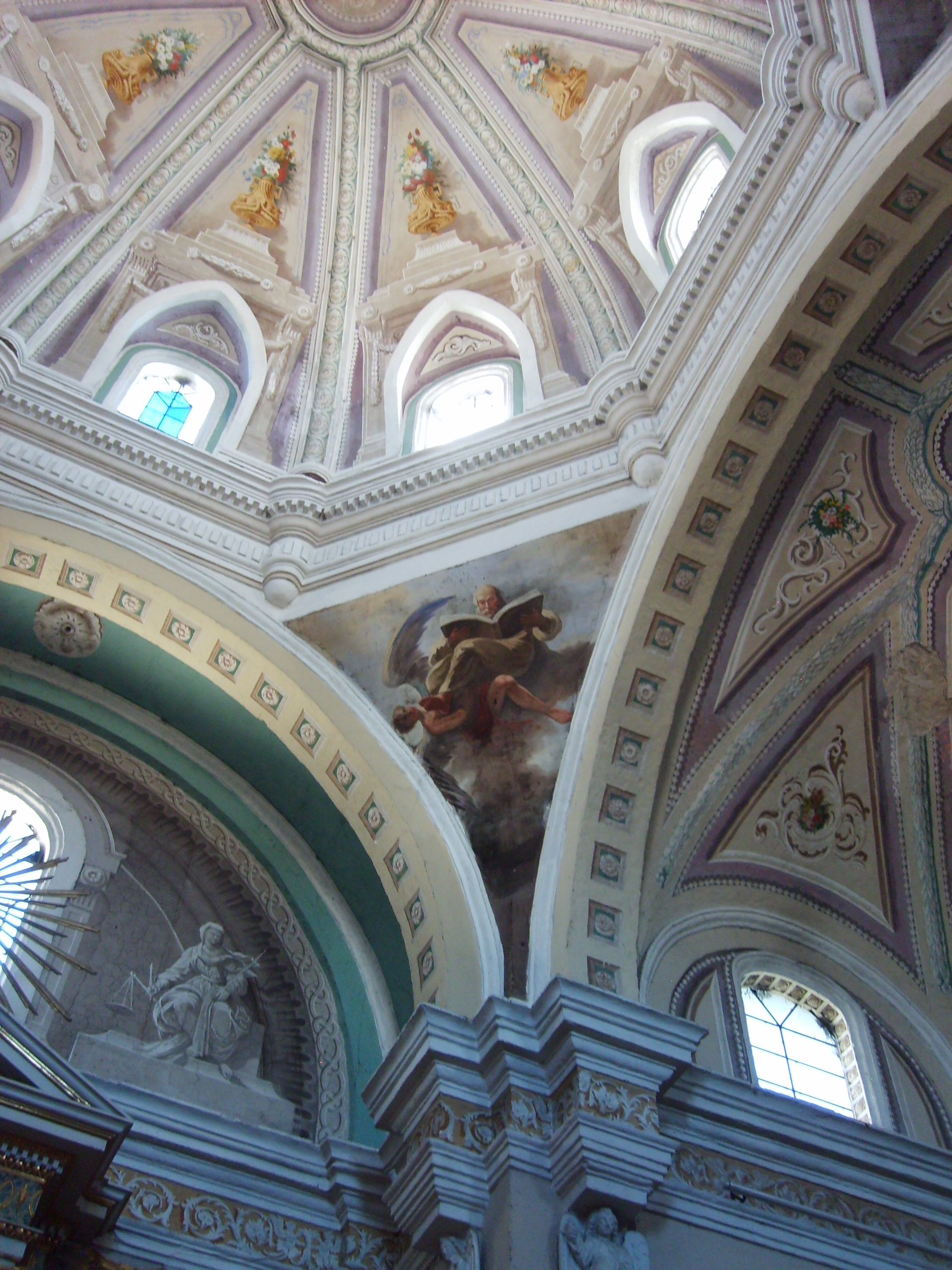
Pechina en la capilla de Analco.

La ciudad de Puebla sufrió el 15 de junio de 1999 un fuerte sismo que afectó a innumerables inmuebles y algunos de importancia histórica. El daño mayor en el Templo de Analco fueron sus torres. Al ser reparada la torre sur, se descubrió con sorpresa que estaba parcialmente rellena de escombro, pues se consideraba que era maciza. Este contenía restos óseos humanos y de animales así como de trozos de calzado de cuero, cerámica, vidrio, madera y una imagen de la Virgen María pintada sobre una laja de cantera gris, por lo que se dio aviso al Instituto Nacional de Antropología e Historia que decidió implementar un rescate arqueológico. En la remoción del cascote, que tenía una altura de 2.63 m se descubrieron los antiguos escalones de acceso al campanario. Fueron recuperados 970 tiestos de los que predominaba la loza vidriada y mayólica fabricada entre los siglos XVII y XIX. Es de destacar el hallazgo de una imagen de María la Virgen que podría ser De la Luz o una Inmaculada Concepción pintada sobre una laja de cantera gris hallada en el relleno de la torre, de escuela europea y realizada en la primera mitad del siglo XIX.